# زومبوي
جوشوا ميلودي (بالإنجليزية: Zomboy)‏ ولد في 1 يونيو 1989, والمعروف بزومبوي (بالإنجليزية: Zomboy). هو فنان الدبستيب "Dubstep", ومنتج وكاتب الاغاني، وDJ.

## ألبوماته
- Game Time EP (2011)
- The Dead Symphonic EP (2012)
- Reanimated EP (2013)
- The Outbreak LP (2014)
- Resurrected LP (2015)
- Neon Grave EP (2016)
- Rott N' Roll Pt. 1 (2017)
- Rott N' Roll Pt. 2 (2019)

## روابط خارجية
- زومبوي على موقع ميوزك برينز (الإنجليزية)
- زومبوي على موقع أول ميوزيك (الإنجليزية)
- زومبوي على موقع ديسكوغز (الإنجليزية)
- زومبوي على موقع ديسكوغز (الإنجليزية)
- زومبوي على موقع ديسكوغز (الإنجليزية)